# جولای گردن‌طلایی
جولای گردن‌طلایی (نام علمی: Ploceus aureonucha) نام یک گونه از سرده جولاها است.